# Ludovic Pajot
Pour les articles homonymes, voir Pajot.
Ludovic Pajot, né le 18 novembre 1993 à Beuvry (Pas-de-Calais), est un homme politique français.
Il est membre du Front national, devenu Rassemblement national. Il siège dans l'opposition au conseil municipal de Béthune de 2014 à 2017 et au conseil régional des Hauts-de-France de 2016 à 2021.
Il est élu député de la 10e circonscription du Pas-de-Calais lors des élections législatives de juin 2017, remportant 52,58 % des suffrages face à la candidate LREM Laurence Deschanel, devenant ainsi le benjamin de l'Assemblée nationale pour la XVe législature.
Il est par la suite élu maire de Bruay-la-Buissière en 2020, puis conseiller départemental du Pas-de-Calais en 2021. Il met fin à son mandat de député cette même année, conformément aux règles du code électoral sur le cumul des mandats.

## Biographie
Ludovic Pajot naît le 18 novembre 1993 à Beuvry. Petit-fils d'agriculteurs de Gonnehem, Ludovic Pajot grandit entre Bruay-la-Buissière et Béthune. Il étudie le droit à l'université catholique de Lille,,. Sa mère est également membre du Front national et fut candidate aux élections départementales de 2015.
En 2012, il adhère au FN. Investi dans la vie locale du parti, il est suppléant d’Aurélia Beigneux, candidate dans la 9e circonscription du Pas-de-Calais aux élections législatives de 2012 qui obtient 17 % des suffrages exprimés.
Il est élu conseiller municipal de Béthune en 2014 et conseiller régional des Hauts-de-France en 2015. En raison de la loi sur le cumul des mandats, il démissionne en août 2017 du conseil municipal de Béthune.
À l'issue des élections législatives de 2017, il est élu au second tour député dans la 10e circonscription du Pas-de-Calais, avec 52,6 % des suffrages exprimés, face à la candidate La République en marche, Laurence Deschanel. Il est le plus jeune député élu lors de ces élections et le deuxième de la Cinquième République, après Marion Maréchal en 2012. Avec les autres députés FN, il siège parmi les non-inscrits et fait partie de la commission du Développement durable et de l'Aménagement du territoire de l'Assemblée nationale.
Le 7 octobre 2017, il est victime d'une agression à Béthune. Hospitalisé et bénéficiant d'incapacité temporaire de travail de cinq jours, il déclare que les assaillants sont « un groupe d'individus dont certains se réclamant de l'extrême gauche antifa ». Un de ses deux agresseurs présumés reconnaît être hostile au Front national, tandis que le second explique l'agression par une consommation excessive d'alcool.
Il est tête de liste du RN pour les élections municipales de 2020 à Bruay-la-Buissière,. Sa liste arrive en tête du premier tour avec 38,6 %. Le 28 juin 2020, lors du second tour, sa liste obtient 52 % des voix. Il est élu maire de Bruay-la-Buissière par le conseil municipal le 5 juillet suivant. Il devient le deuxième maire issu du Rassemblement national dans le Pas-de-Calais.
Alors que la loi sur le cumul des mandats lui impose de démissionner de ses fonctions de député, un recours déposé par son adversaire aux élections municipales permet à Ludovic Pajot de prolonger son mandat à l’Assemblée nationale. Après le rejet dudit recours, le mandat parlementaire de Ludovic Pajot se termine en avril 2021, sa suppléante Myriane Houplain lui succédant.
En binôme avec Marie-Line Plouviez, il se porte candidat pour le Rassemblement national aux élections départementales de 2021 dans le canton de Bruay-la-Buissière. Le binôme arrive en tête avec 55,2 % mais se voit contraint à un second tour en raison de la faible participation,. Ils l'emportent au second tour avec 60 % des suffrages exprimés.

## Prises de position

### Immigration
Ludovic Pajot intervient à l'Assemblée nationale lors du débat sur le projet de loi asile et immigration en avril 2018. Il défend notamment un amendement visant à réduire le délai de dépôt des demandes d'asile à 20 jours et un autre pour supprimer le regroupement familial.

### Fiscalité
Après s'être opposé en 2017 à la réforme de l'ISF, Ludovic Pajot critique en mai 2018 l'annonce d'Emmanuel Macron qui prévoit la suppression de l'« exit tax », instaurée par Nicolas Sarkozy contre l'expatriation fiscale. Il dénonce un « nouveau cadeau aux plus riches ». Il préconise de taxer les profits qui auraient été détournés et de renforcer la coopération internationale.

## Liens avec la Russie de Vladimir Poutine
En 2018, il se rend en Russie, sur invitation des autorités russes, pour jouer le rôle d'observateur électoral — censé contrôler la régularité du scrutin et le légitimer — lors de l'élection présidentielle russe, au terme de laquelle Vladimir Poutine est réélu pour un quatrième mandat. Il est accompagné par plusieurs autres élus du RN, au cours d'un déplacement « à titre individuel de personnalités qui militent de longue date pour un rapprochement avec la Russie, mais n’engagent ni la France, ni l’Assemblée nationale », selon la présidence de l'Assemblée nationale,. L'élection est, selon l'opposition russe, « marqué par des milliers d'irrégularités », que les observateurs ne relèvent pas.

## Détail des mandats et fonctions
- 30 mars 2014 – 2 août 2017 : conseiller municipal de Béthune.
- 4 janvier 2016 – 27 juin 2021 : conseiller régional des Hauts-de-France (élu dans le Pas-de-Calais).
- 21 juin 2017 – 21 avril 2021 : député de la 10e circonscription du Pas-de-Calais.
- Depuis le 5 juillet 2020 : maire de Bruay-la-Buissière.
- Depuis le 1er juillet 2021 : conseiller départemental du Pas-de-Calais (élu dans le canton de Bruay-la-Buissière).